# Monument naturel Montañas del Fuego
Le monument naturel Montañas del Fuego, en espagnol Monumento natural Montañas del Fuego, est un monument naturel d'Espagne situé dans les îles Canaries, sur l'île de Lanzarote, au sein du parc national de Timanfaya.